# Marcy Playground
Marcy Playground est un groupe de rock alternatif américain, originaire de New York. Il est composé de trois membres, John Wozniak (chant, guitare), Dylan Keefe (basse), et Shlomi Lavie (batterie). Le groupe est surtout connu pour leurs hits de 1997 Sex and Candy et Saint Joe on the School Bus.

## Biographie

### Débuts etMarcy Playground(1994–1998)
Le groupe s'inspire d'une l'école située à Minneapolis, dans laquelle John Wozniak a étudié. Il choisira ce nom car la plupart de ses chansons s'inspirent de son enfance. Marcy Playground émerge à la fin des années 1990. Leurs influences incluent David Bowie, Paul Simon, Neil Young, Van Morrison, Jimi Hendrix, Syd Barrett de Pink Floyd, Nirvana, Wham! et the Beatles. Ces influences sont quelque peu claires sur le premier album des Marcy Playground, avec des chansons comme Shadow of Seattle et Saint Joe On the School Bus.
Après avoir étudié à l'Evergreen State College pendant deux ans, Wozniak emménage à l'est de New York, pour travailler avec le multi-instrumentaliste, Jared Kotler. Après avoir écouté deux chansons jouée par John, Capitol Records s'y intéresse. Kurt Rosenwinkel, un ami commun, le présent au bassiste Dylan Keefe, et Marcy Playground commence à jouer à New York. Le groupe signe chez Capitol en 1995 et joue une série de concerts comme première incarnation de Marcy Playground. Des problèmes personnels entre John et Jared atteint son comble après un an sur scène et le batteur Dan Rieser remplace Jared. Leur album éponyme est publié en 1997, et comprend un premier single, Poppies, publié peu de temps après. Marcy Playground se fait connaitre du grand public grâce au single Sex and Candy. La chanson passe 15 semaine à la première place du Billboard Modern Rock Tracks.

### ShapeshifteretMP3(1999–2006)
L'album des Marcy Playground qui suit, Shapeshifter, est publié le 2 novembre 1999. Une petite polémique fait cependant surface ; Paul Leary des Butthole Surfers révèle sur le forum officiel des Marcy Playground que la couverture de l'album (une œuvre de Mark Ryden) a été conceptualisée par Leary pour son album After the Astronaut qui ne sera jamais publié. Il admet être fan des Marcy Playground et sa plainte cesse lorsqu'il apprend que Capitol Records, ancien label des Butthole Surfers et désormais en contrat avec Marcy Playground, a repris la couverture de Wozniak depuis ses ateliers et que Marcy Playground n'avait aucune connaissance de ses origines. Par la suite, Wozniak explique être « honoré » de le voir en couverture de l'album. It's Saturday, le premier single de l'album, atteint la 23e place des Modern Rock Charts, et est suivi d'un second single, Bye Bye.
Après une longue pause, Marcy Playground enregistre une suite à Shapeshifter. Le troisième album de Marcy Playground, MP3, est publié en 2004. Marcy Playground tourne ensuite en soutien à MP3. Le premier single de l'album, Deadly Handsome Man est inclus dans le film de Jay and Silent Bob Strike Back, sous le titre The Devil's Song Le deuxième single, Punk Rock Superstar, surprendra les fans et sera playlistée dans la nouvelle Xbox 360 à sa sortie en 2006. D'autres singles de l'album incluent Blood in Alphabet Soup et No One's Boy, qui servent de publicités pour MP3. La chanson Paper Dolls est coécrite par Jimi Haha du groupe Jimmie's Chicken Shack.

### Nouveaux albums (2009–2011)
Le quatrième album de Marcy Playground, Leaving Wonderland...in a Fit of Rage, est publié le 7 juillet 2009. Il est à l'origine un album solo de John Wozniak, mais ce dernier fera participer Dylan Keefe, et décidera de l'enregistrer sous le nom du groupe. Leaving Wonderland comprend 12 chansons, dont les singles Good Times et Blackbird.  Après le départ de Gonzalo Martinez, Shlomi Lavie devient leur batteur pour la tournée en 2009. Après quatre jours au Carnival Cruise dans les Bahamas avec le groupe de post-grunge Sponge, le groupe annonce une tournée pour le printemps 2009, notamment en Californie au Key Club.
Le cinquième album de Marcy Playground, Indaba Remixes from Wonderland, est publié le 28 septembre 2010. Indaba Remixes from Wonderland comprend des remixes de chansons issues de leur album Leaving Wonderland...in a Fit of Rage. Marcy Playground s'associe à Indaba Music pour offrir aux fans l'occasion de remixer leurs chanson de Leaving Wonderland. Marcy Playground sélectionne ensuite ses remixes préférés qu'ils incluront dans Indaba. Le parolier, guitariste et chanteur des Marcy Playground, John Wozniak explique avoir voulu publier ce type d'albums pour montrer de quoi leurs fans sont capables.
Marcy Playground tournera ensuite en soutien à l'album en 2010.

### Lunch, Recess and Detention(depuis 2012)
Marcy Playground annonce à la mi-juin 2012 la sortie d'une compilation le 17 juillet 2012 intitulée Lunch, Recess and Detention. Le premier single, Mr. Fisher, est publié le 26 juin 2012. Marcy Playground se joint à Everclear, Sugar Ray, Lit, et les Gin Blossoms au Summerland Tour en août cette année.
En juin 2017, ils jouent au Dr Pepper Park.

## Membres

### Membres actuels
- John « Woz » Wozniak - guitare, chant (depuis 1996)
- Dylan Keefe - basse, chœurs (depuis 1996)
- Shlomi Lavie - batterie, chœurs (depuis 2009)

### Anciens membres
- Jared Kotler - batterie, chœurs, guitare (1996-1997)
- Dan Rieser - batterie, chœurs (1997-2000)
- Gonzalo « Gonz » Martinez de la Cotera - batterie, chœurs (2000-2009)